# Caubous (Haute-Garonne)
Caubous település Franciaországban, Haute-Garonne megyében. Lakosainak száma 3 fő (2022. január 1.). Caubous Sost, Benque-Dessous-et-Dessus, Cathervielle, Cirès, Garin és Mayrègne községekkel határos.

## Népesség
A település népességének változása:
| Lakosok száma | 11   | 12   | 7    | 7    | 4    | 4    | 4    | 4    | 4    | 3    |
|               | 1968 | 1982 | 1990 | 2006 | 2013 | 2015 | 2017 | 2019 | 2020 | 2022 |